# Linum keniense
Linum keniense är en linväxtart som beskrevs av T. C. E. Fries. Linum keniense ingår i släktet linsläktet, och familjen linväxter. Inga underarter finns listade i Catalogue of Life.